# Spoilssystemet
Spoilssystemet var et fænomen, der i en periode, primært i det 19. århundrede, var udbredt i USAs politiske system, og som i en uformel praksis gik ud på, at vinderne af et valg tildelte offentlige poster til de personer, der havde støttet dem. Dette var tæt knyttet til de politiske partier, så en republikansk vinder af valget til f.eks. guvernør kunne udnævne andre republikanere til dommerposter og lignende. Betegnelsen stammer fra Andrew Jacksons periode som præsident, hvor New York-senatoren William L. Marcy forsvarede præsidentens håndtering af tildeling af embeder med: "Nothing wrong in the rule that to the victor belong the spoils of the enemy" ("Der er ikke noget galt med den regel at krigsbyttet tilhører sejrherren").
Spoilssystemet står i modsætning til et system, som det kendes fra blandt andet dansk politik, hvor offentlige poster tildeles ud fra personers egnethed, altså en tilstræbelse af objektivitet. Andre nationer end USA har også benyttet eller benytter fortsat praksisser, der ligner spoils.

## Historie
I nogle af staterne i New England havde man ret tidligt praktiseret at tildele offentlige poster til støtter af en sejrherre. Det gjaldt blandt andet i New York og Pennsylvania. På føderalt niveau var de første præsidenter dog ikke til sinds at gøre således. 
Da Andrew Jackson vandt præsidentvalget i 1828 havde han ikke noget veldefineret program. Valgkampen mod den siddende præsident John Quincy Adams havde været rå med mange gensidige, ufine angreb. Dette krævede mange tilhængeres hjælp, og Jackson belønnede en række af disse ved at give dem statslige embeder, selv om det krævede afsættelse af de folk, der hidtil havde haft dem. I alt 252 ud af 612 embeder skiftede i den forbindelse indehaver.
Dette satte en standard, der kom til at fungere i udpræget grad frem til borgerkrigen. I kølvandet på denne krig opstod der ønsker om reformer, men tilhængerne i det republikanske parti blev i første omgang klart besejret af den senere præsident Ulysses S. Grant, der også var tilhænger af spoils. Det var først med mordet i 1881 på præsident James A. Garfield, hvis attentatmand var Charles J. Guiteau, der ikke havde fået en ambassadørpost, som han havde forventet, at befolkningen i stort omfang fik øjnene op for behovet for reformer på området. Dette blev gennemført med en lovændring i 1883, der oprettede en embedsmandskommission til at vurdere kandidater ud fra deres egnethed til en post. Loven omfattede fra begyndelsen kun enkelte embeder, men den gjorde det muligt for den siddende præsident at inddrage andre embeder under samme lov, og eftersom præsidentposten skiftede parti flere gange det følgende tiår, kom flere og flere poster ind under kommissionen, så der ved århundredskiftet kun var få meget høje poster, der fortsat skiftede indehavere ved præsidentskifter.
En lov fra 1939 lagde yderligere afstand til spoilssystemet, idet den forbyder statsansatte at være politisk aktive.
Skønt spoilssystemet således reelt var afskaffet ved overgangen til det 20. århundrede på statsniveau, fungerede det stadig flere steder decentralt i nogle stater, amter og byer frem til 1930'erne. Således havde den magtfulde vælgerorganisation Tammany Hall i New York stor indflydelse på udnævnelse af poster her, og i Chicagos bystyre fungerede det til midten af anden halvdel af århundredet, før det blev afskaffet ved dekreter i henholdsvis 1972 og 1983. 

## Fodnoter
1. ↑  "William L. Marcy", www.britannica.com, hentet 16. april 2009
2. ↑  Bjøl, bind 1, p. 158